# Лотарингски език (романски)
Лоренският език е регионален диалект на френския, говорен от малък брой хора във Франция и Белгия.